# جون ماكورميك لي
جون ماكورميك لي (بالإنجليزية: John McCormick Lea)‏ هو سياسي أمريكي، ولد في 1818، وتوفي في 1903.